# Carmen el Ocotal
Carmen el Ocotal är en ort i Mexiko.   Den ligger i kommunen El Bosque och delstaten Chiapas, i den sydöstra delen av landet, 700 km öster om huvudstaden Mexico City. Carmen el Ocotal ligger 1 164 meter över havet och antalet invånare är 150.
Terrängen runt Carmen el Ocotal är bergig söderut, men norrut är den kuperad. Runt Carmen el Ocotal är det ganska tätbefolkat, med 166 invånare per kvadratkilometer. Närmaste större samhälle är Simojovel de Allende, 15,4 km norr om Carmen el Ocotal. I omgivningarna runt Carmen el Ocotal växer i huvudsak städsegrön lövskog.